# 桂望実
桂 望実（かつら のぞみ、1965年 - ）は、日本の小説家。東京都生まれ。1987年大妻女子大学文学部国文科卒業。同年、靴関連の会社に就職。1995年、退職しフリーライターとなった。2003年、『死日記』で「作家への道!」優秀賞（エクスナレッジ）を受賞し、小説家デビュー。2005年『県庁の星』が映画化され、ベストセラーになる。

## 著作リスト
- 死日記（2002年12月 エクスナレッジ / 2006年7月 小学館文庫）
- ボーイズ・ビー（2004年3月 小学館 / 2007年10月 幻冬舎文庫）
- 県庁の星（2005年9月 小学館 / 2008年10月 幻冬舎文庫）
- Lady, Go（2006年7月 幻冬舎 / 2009年8月 幻冬舎文庫）
- Run! Run! Run!（2006年11月 文藝春秋 / 2009年7月 文春文庫）
- 明日この手を放しても（2007年6月 新潮社 / 2010年5月 新潮文庫）
- 女たちの内戦（2007年11月 朝日新聞出版）
  - 【改題】もしも、あと少し、幸せになれるとしたら。（2010年9月 朝日文庫）
- 平等ゲーム（2008年8月 幻冬舎 / 2012年4月 幻冬舎文庫）
- WE LOVEジジイ（2009年1月 文藝春秋 / 2011年12月 文春文庫）
- 嫌な女（2010年12月 光文社 / 2013年5月 光文社文庫）
- ハタラクオトメ（2011年3月 幻冬舎 / 2015年4月 幻冬舎文庫）
- 恋愛検定（2011年9月 祥伝社 / 2014年6月 祥伝社文庫）
- 週末は家族（2012年1月 朝日新聞出版 / 2014年12月 朝日文庫）
- 頼むから、ほっといてくれ（2012年8月 幻冬舎 / 2015年12月 幻冬舎文庫）
- 手の中の天秤（2013年7月 PHP研究所 / 2016年9月 PHP文芸文庫）
- 我慢ならない女（2014年3月 光文社 / 2016年6月 光文社文庫）
- エデンの果ての家（2014年9月 文藝春秋 / 2017年8月 文春文庫）
- 僕とおじさんの朝ごはん（2015年2月 中央公論新社 / 2017年10月 中公文庫）
- ワクチンX＝VACCINE：性格変更、承ります。（2015年9月 実業之日本社）
- 総選挙ホテル（2016年6月 KADOKAWA / 2019年11月 角川文庫）
- 諦めない女（2017年4月 光文社 / 2020年10月 光文社文庫）
- 僕は金になる（2018年9月 祥伝社 / 2021年10月 祥伝社文庫)）
- オーディションから逃げられない（2019年2月 幻冬舎）
  - 【改題】じゃない方の渡辺（2023年3月 幻冬舎文庫）
- たそがれダンサーズ（2019年9月 中央公論新社）
- 結婚させる家 （2020年5月 光文社）
- 終活の準備はお済みですか？（2021年5月 KADOKAWA）
- 残された人が編む物語（2022年6月 祥伝社）
- 息をつめて（2022年11月 光文社）
- この会社、後継者不在につき(2023年11月 KADOKAWA)

### 雑誌掲載
- 幸せ探し（小説トリッパー 2006年秋号～2007年夏号 朝日新聞出版）
- しかめっ面の少女（小説トリッパー 2010年夏号～2011年春号 朝日新聞出版）

## メディア・ミックス

### 映画
- 県庁の星（2006年2月25日公開、配給：東宝、監督：西谷弘、主演：織田裕二）
- 嫌な女（2016年6月25日公開、配給：松竹、監督：黒木瞳、主演：吉田羊、木村佳乃）

### テレビドラマ
- 恋愛検定（2012年6月3日-6月24日、全4話、NHK BSプレミアム、主演：田中麗奈）[4]
- 嫌な女（2016年3月6日 - 4月10日、全6話、NHK BSプレミアム、主演：黒木瞳）